# Der Baader Meinhof Komplex

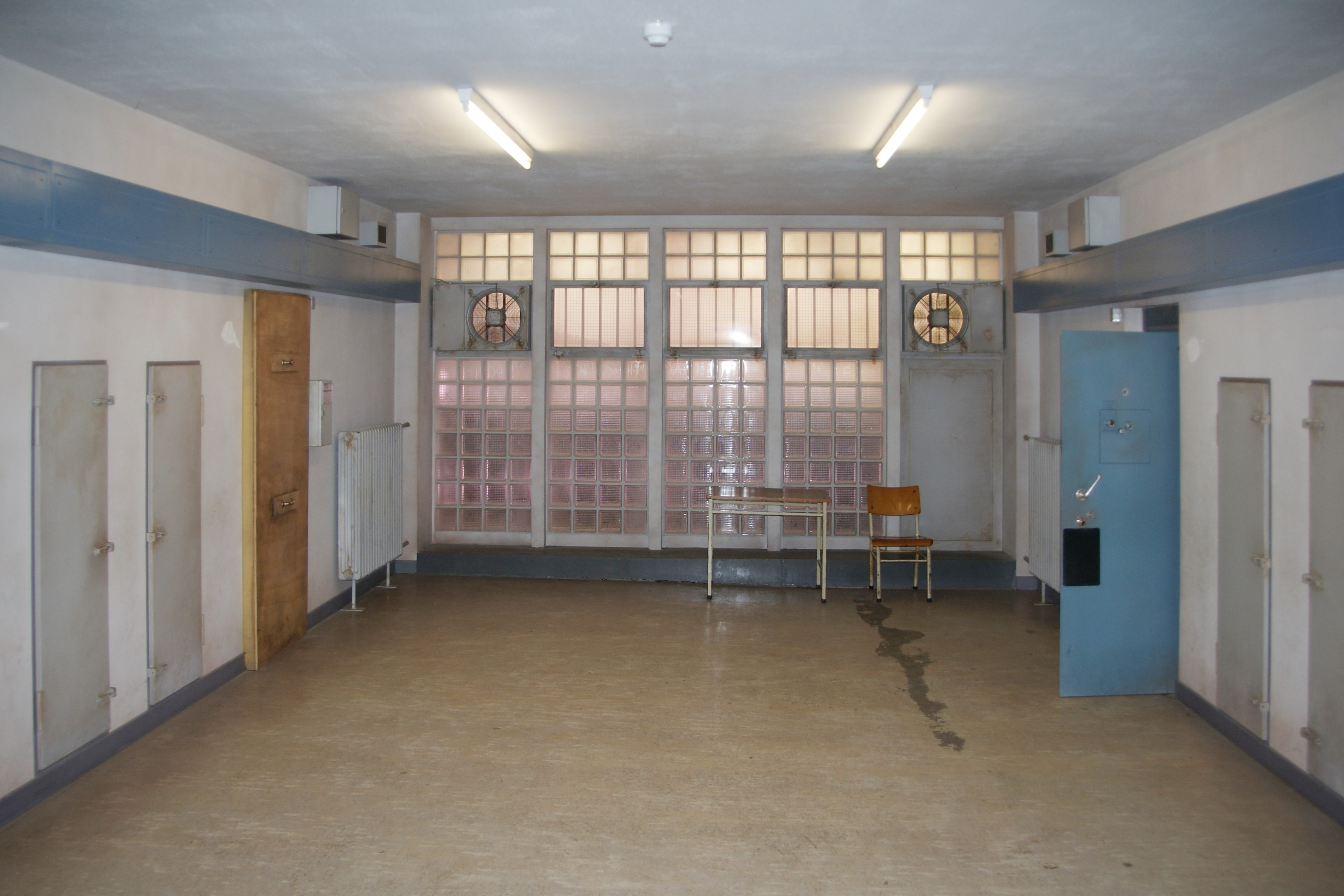
Filmstudio in Bavaria gebruikt in de film

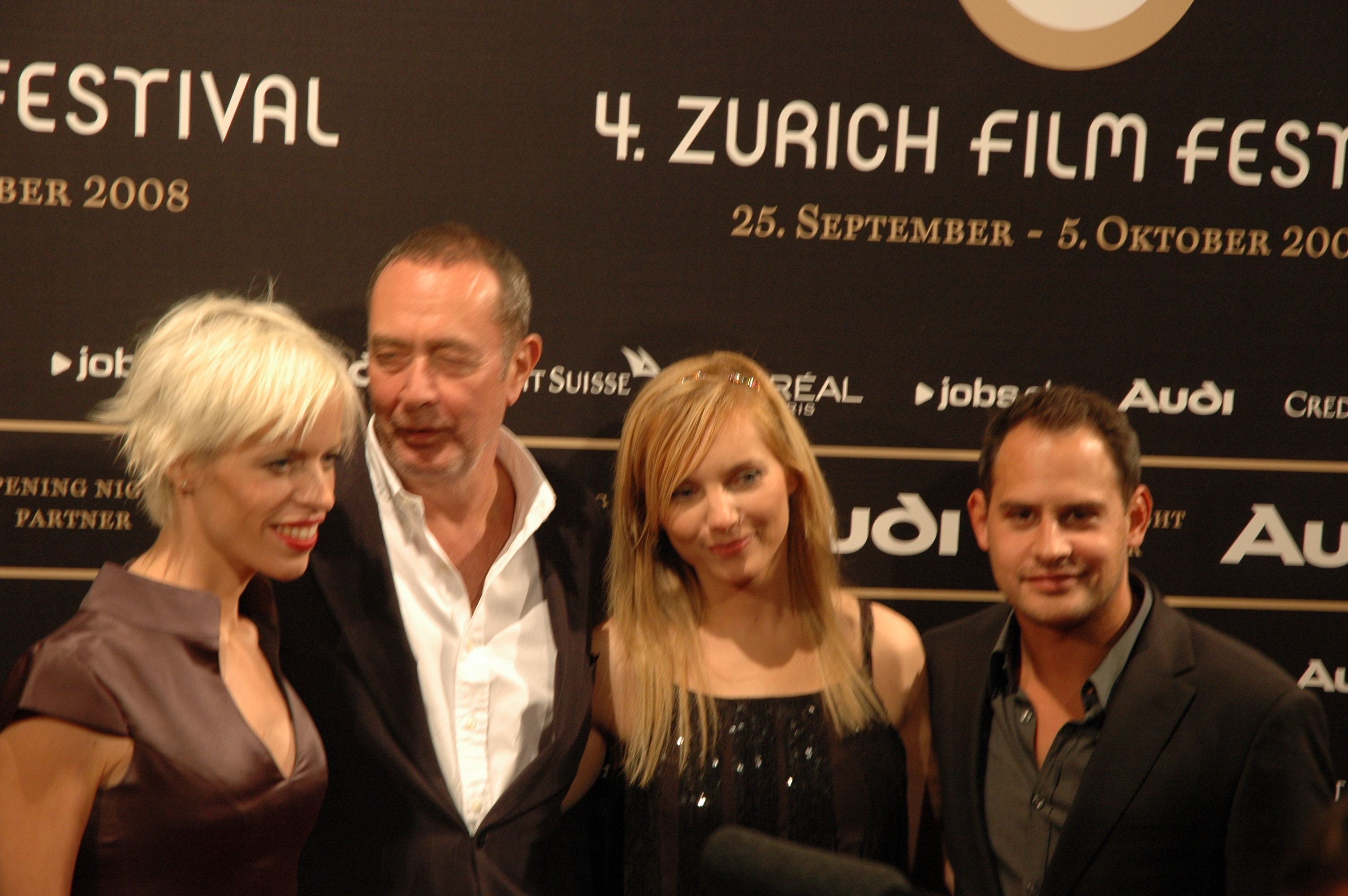
Première van Der Baader Meinhof Komplex

Der Baader Meinhof Komplex is een Duitse historische film uit 2008 onder regie van Uli Edel. Het verhaal is gebaseerd op de biografie van de Duitse journalist Stefan Aust en gaat over het ontstaan en de groei van de West-Duitse terreurgroepering Rote Armee Fraktion (RAF), alias de Baader-Meinhof-Groep.
Der Baader Meinhof Komplex werd genomineerd voor onder meer een Oscar, een Golden Globe en een BAFTA Award in de categorie 'beste niet-Engelstalige film'. Daarnaast werd de film genomineerd voor onder meer drie European Film Awards en vijf Deutscher Filmpreisen.

## Inhoud
Op 2 juni 1967 brengen de sjah van Perzië, Mohammed Reza Pahlavi, en diens vrouw, Farah Pahlavi, een staatsbezoek aan West-Berlijn. Tijdens een omvangrijke demonstratie – waarbij het tot een treffen komt tussen studenten, agenten en een Iraanse knokploeg– schiet Kriminalobermeister Karl-Heinz Kurras voor de Deutsche Oper de student Benno Ohnesorg in het achterhoofd. Na een geslaagde toespraak op het Vietnamcongres in het auditorium van de Technische Universiteit Berlijn wordt studentenleider Rudi Dutschke midden op straat door anti-communist Josef Bachmann drie keer beschoten en zwaargewond achtergelaten. Na de dood van Ohnesorg en de aanslag op Dutschke vindt een protest plaats tegen het Axel Springer-concern – de grootste Duitse krantenuitgeverij van onder meer het dagblad Bild. Naar aanleiding van twee brandstichtingen in warenhuizen in Frankfurt als reactie op de Vietnamoorlog worden de daders de volgende dag gearresteerd.
Journaliste Ulrike Meinhof van Konkret, een maandelijks tijdschrift voor politiek en cultuur, schrijft over het proces van de winkelbranden en maakt kennis met de aangeklaagde studenten Andreas Baader, Gudrun Ensslin en Thorwald Proll. Na hun vrijlating in juni 1969 gaan de verdachten ondergronds in onder meer Parijs en voegt Thorwalds zus Astrid Proll zich bij het drietal. Broer Proll keert zich voortijdig af van de groep, die begonnen is met zich te ontwikkelen tot de Rote Armee Fraktion, een links-extremistische terreurgroep die met harde middelen strijdt tegen het westerse imperialisme. Weer in Berlijn duiken Andreas, Gudrun en Astrid tijdelijk onder bij Meinhof, haar vriend Peter Homann en de jonge Petra Schönau, geadopteerd uit een corrupt meisjestehuis. Bij een controle wordt Baader in zijn auto staande gehouden en achter de tralies geplaatst in Moabit, maar op 14 mei 1970 wordt de RAF-leider op initiatief van zijn vriendin Ensslin en advocaat Horst Mahler op hardhandige wijze bevrijd. Meinhof is aanvankelijk alleen degene die Baader gelegenheid verschafte om te kunnen ontsnappen. Afgesproken was dat zij daarna zou verklaren te zijn overrompeld door Baaders bewapende bevrijdsters. In een opwelling beslist ze echter om met de anderen door het open raam te ontsnappen en toe te treden tot de Rote Armee Fraktion.
Baader werkt sinds zijn jonge jaren aan een goedgevuld strafblad, maakte zijn school nooit af en werpt zich op als leider van de politieke terreurbeweging, hoewel hij een van de weinige RAF-leden zonder universitaire achtergrond is. Ensslin laat haar ouders Helmut en Ilse, haar vriend Bernward Vesper en hun zoon Felix achter zich en onderhoudt vanaf dan een vrije relatie met haar voorbeeld Baader. Meinhof verlaat haar vriend en collega Klaus-Rainer Röhl en brengt hun tweelingdochters Bettina en Regine in het geheim onder bij hippies op Sicilië. (Konkret-journalist Stefan Aust – met vriendin Simone voorheen bevriend met Meinhof en Röhl – brengt de meisjes later uit eigen beweging terug bij hun biologische vader.)
In de zomer van 1970 volgt de harde kern van de Baader-Meinhof-Groep een militaire opleiding in een kamp van Al Fatah, een Palestijnse politieke beweging die met terroristische aanslagen voor haar rechten strijdt. Commandant Achmed kan het vrije gedrag van zijn westerse gasten niet waarderen. Een conflict tussen Baader en Homann loopt hoog op en Meinhof neemt later op abrupte wijze afscheid van haar vriend, die via kampcommandant Abu Hassan de rest van de groepering verraadt. In hetzelfde jaar wordt Berlijn opgeschrikt door drie bankovervallen (29 september 1970), waarbij in korte tijd een bedrag van 200.000 DM door de RAF wordt buitgemaakt. Mahler en Astrid Proll worden gearresteerd, maar het financiële succes ervaren de RAF-leiders als immens. Het eerste dodelijke slachtoffer aan de zijde van de RAF betreft Petra Schelm (15 juli 1971), die met reisgezel Werner Hoppe door een wegversperring van de politie rijdt en door een agent op een achterplaats in het hoofd wordt geschoten. Dit is aanleiding voor een verdere radicalisering van de gewelddadigheden van de RAF. Procureur-generaal Siegfried Buback wordt vermoord en Gerta Buddenberg permanent invalide. Zij is de vrouw van de rechter die met name verantwoordelijk is voor de arrestatie en de vervolging van talloze RAF-leden (andere eerste generatie RAF-leden betreffen Ingrid Schubert, Irmgard Möller, Manfred Grashof en Gerhard Müller.)
Na een aantal bomaanslagen besluiten de president van het Bundeskriminalamt Horst Herold en diens assistent tot een hetze tegen de Rote Armee Fraktion. In de zomer van 1972 worden de voornaamste RAF-leden opgepakt: Baader, Jan-Carl Raspe en Holger Meins treffen zwaar geschut bij een garage met voorraden, Ensslin loopt vanuit een pashokje in een kledingzaak rechtstreeks in de handen van de politie en Meinhof wordt thuis verrast met een officieel bezoek. Het vijftal wordt achter slot en grendel gezet in de Stammheim-gevangenis, waar onder meer Astrid Proll verblijft. Als protest tegen hun eenzame opsluiting gaan de terroristen in hongerstaking en hun advocaat Siegfried Haag ziet pijnlijk toe hoe Meins wegens "gebrek aan aanwezige medische expertise" het loodje legt. Zes RAF-aanhangers van de tweede generatie – onder wie Siegfried Hausner en Hanna Krabbe – bundelen hun krachten om als wraak de Duitse ambassade in Stockholm te bezetten en twaalf mensen in gijzeling te nemen (24 april 1975). Luitenant-kolonel Andreas von Mirbach en diplomaat Heinz Hillegaart overleven deze actie van de jonge terroristen niet. Tijdens een bevrijdingsactie komt het tot een explosie, waarbij de zes commando's worden verwond. De vastzittende eerste generatie van de Baader-Meinhof-Groep veroordeelt de actie van hun opvolgers als een zinloze wandaad. Hun menselijke doelwitten waren altijd alleen de vertegenwoordigers van de autoriteiten die in hun ogen misdaden begingen, in onder meer de Vietnamoorlog en tegen de Palestijnen. De tweede en derde generatie RAF schroomt er daarentegen niet voor om burgerslachtoffers te maken en iedereen uit de weg te ruimen die hun daden probeert te verhinderen.
Tijdens hun proces trachten de vier overgebleven kopstukken Baader, Ensslin, Meinhof en Jan-Carl Raspe het verloop voortdurend te boycotten door zich als ontoerekeningsvatbaar te profileren en de rechtsgang constant te verstoren. Rechter Theodor Prinzing krijgt verbaal de volle laag en stuit op constante tegenwerking van het eigengereide kwartet. Meinhof draait door en veroorzaakt een onoplosbare onenigheid met haar drie bondgenoten, waarop de verraadster op 9 mei 1976 dood in haar cel wordt aangetroffen. Na haar vrijlating werkt Brigitte Mohnhaupt – tussentijds op verzoek van het drietal samen met Irmgard Möller en Siegfried Hausner overgeplaatst naar de zwaar bewaakte gevangenis in Stuttgart – zich op tot leidster van de tweede RAF-generatie. Hoewel Meinnhofs dood officieel zelfmoord betreft, worden de huidige generaties RAF-ers verteld dat ze is vermoord door de autoriteiten. Daarmee wordt de bereidwilligheid tot geweld van de leden verder vergroot.
Op 7 april 1977 worden Generalbundesanwalt Siegfried Buback, diens chauffeur Wolfgang Göbel en begeleider Georg Wurster voor een rood verkeerslicht in Karlsruhe doodgeschoten. Bij een poging tot ontvoering van Jürgen Ponto, voorzitter van de Raad van Bestuur van de Dresdner Bank AG, wordt de bankier onder de ogen van zijn vrouw in eigen huis in Oberursel doodgeschoten en nemen de daders Susanne Albrecht, dochter van een studievriend, mee als nieuwe trofee in een duidelijke missie. Brigitte Mohnhaupt en Christian Klar zijn – met steun van Peter-Jürgen Boock – verantwoordelijk voor de misdaden. Het strakke plan van de ontvoering van Hanns-Martin Schleyer, voorzitter van de Duitse werkgeversorganisatie, lijkt in de voorbereiding (onder meer Willi-Peter Stoll) een briljante zet, maar met een viervoudige dodelijke aanslag – chauffeur Heinz Marcisz en officier Roland Pieler in de ene wagen, chauffeur Reinhold Brändle en officier Helmut Ulmer in een andere wagen – blijken de secundaire RAF-leden hun meedogenloos handelen duur te moeten betalen (5 september 1977). Baader, Ensslin, Raspe en Irmgard Möller krijgen lucht van de kaping van Lufthansa-vlucht 181 door de PFLP (Volksfront voor de Bevrijding van Palestina) (13 oktober 1977). Wegens het mislukken van de kaping is de tweede generatie RAF'ers er niet in geslaagd om hun voorbeelden vrij te krijgen en zien de eerste generatie RAF'ers collectieve zelfmoord in de Stammheim-gevangenis als enige overgebleven uitweg (18 oktober 1977). De Duitse Herfst staat in het teken van de dood van Baader, Ensslin en Raspe, waarop de woeste opvolgers van de levenloze terreuriconen Hanns-Martin Schleyer na een langdurige gijzeling in de bossen doodschieten (18 oktober 1977).

## Rollen

### Rolverdeling
| - Martina Gedeck - Ulrike Meinhof - Moritz Bleibtreu - Andreas Baader - Johanna Wokalek - Gudrun Ensslin - Niels Bruno Schmidt - Jan-Carl Raspe - Stipe Erceg - Holger Meins - Jan Josef Liefers - Peter Homann - Johannes Suhm - Thorwald "Thorsten" Proll - Katharina Wackernagel - Astrid Proll - Simon Licht - Horst Mahler - Alexandra Maria Lara - Petra Schelm - Susanne Bormann - Petra "Peggy" Schönau - Anna Thalbach - Ingrid Schubert - Annika Kuhl - Irmgard Möller - ??? - Werner Hoppe - Andreas Tobias - Manfred Grashof - Peter Schneider - Gerhard Müller - Michael Schenk - Siegfried Haag - Vinzenz Kiefer - Peter-Jürgen Boock - Nadja Uhl - Brigitte Mohnhaupt - Daniel Lommatzsch - Christian Klar - Hannah Herzsprung - Susanne Albrecht - Christian Blümel - Siegfried Hausner - Britta Hammelstein - Hanna Krabbe - Hannes Wegener - Willi-Peter Stoll - Bruno Ganz - Horst Herold - Heino Ferch - assistent Horst Herold - Thomas Thieme - Theodor Prinzing | - Bernd Stegemann - Hanns-Martin Schleyer - Rene Lay - Heinz Marcisz - ??? - Roland Pieler - ??? - Reinhold Brändle - ??? - Helmut Ulmer - Hubert Mulzer - Jürgen Ponto - Kirsten Block - Frau Ponto - Gerald Alexander Held - Siegfried Buback - ??? - Wolfgang Göbel - ??? - Georg Wurster - Sunnyi Melles - Gerta Buddenberg - Sebastian Blomberg - Rudi Dutschke - Tom Schilling - Josef Bachmann - Martin Glade - Benno Ohnesorg - ??? - Karl-Heinz Kurras - Smail Mekki - Abu Hassan - Hassam Ghancy - Achmed - Hans Werner Meyer - Klaus-Rainer Röhl - Luca Joan Mehnert - Bettina Röhl - Marie Mehnert - Regine Röhl - Volker Bruch - Stefan Aust - Esther Seibt - Simone - Michael Gwisdek - Helmut Ensslin - Elisabeth Schwarz - Ilse Ensslin - Thomas Winter - Bernward Vesper - ??? - Felix Ensslin |

### Cameo's
- Nina Eichinger - telefoniste Axel Springer-concern

### Archiefbeelden
- Mohammed Reza Pahlavi
- Farah Pahlavi
- Willy Brandt
- Kurt Georg Kiesinger
- Helmut Schmidt
- Jo Brauner
- Karl-Heinz Köpcke

## Soundtrack
| - 1. Janis Joplin - Mercedes-Benz - 2. Shahbesuch - 3. Attentat Dutschke - 4. Verhaftung Meinhof - 5. Demo Springer - 6. Befreiung Baader - 7. Hinrich Dageför - Kinder Auf Sizilien - 8. Banküberfälle - 9. Bombenattentate - 10. Verhaftung Baader - 11. Verhaftung Ensslin - 12. Holger Meins Stirbt - 13. Stockholm | - 14. Streichquartett In C-Dur - 15. Landshut - 16. Meinhofs Tod - 17. Entführung Schleyer - 18. Befreiung Der Geiseln - 19. Bob Dylan - Blowin' in the Wind - 20. This Fellow & The Silverboys - Dizzy Miss Lizzy - 21. The Splashdowns - V8-Machine - 22. The Moussekateers & Roachford - My Generation - 23. Deep Purple - Child in Time - 24. Teenage Music International - Please, Please, Please - 25. The Knickerbockers - Guaranteed Satisfaction |